# Aymen Neji
Aymen Neji, né le 14 juillet 1984, est un footballeur tunisien évoluant au poste de défenseur.

## Carrière
- juillet 2009-janvier 2011 : Avenir sportif de Kasserine ( Tunisie)
- janvier-juillet 2011 : Espoir sportif de Hammam Sousse ( Tunisie)
- juillet 2011-avril 2012 : Olympique de Béja ( Tunisie)
- juillet 2012-juillet 2013 : Espoir sportif de Hammam Sousse ( Tunisie)
- juillet 2013-août 2014 : Grombalia Sport ( Tunisie)
- août 2014-août 2015 : La Palme sportive de Tozeur ( Tunisie)
- depuis août 2015 : Olympique du Kef ( Tunisie)